# فلاديمير تاراسينكو
فلاديمير تاراسينكو (مواليد 13 ديسمبر 1991) هو لاعب هوكي جليد روسي يلعب في نادي سانت لويس بلوز.